# Cinnyris cupreus
Cinnyris cupreus е вид птица от семейство Nectariniidae.